# Jason Donovan
Jason Donovan (* 1. června 1968 Melbourne, Austrálie) je australský zpěvák a herec. V 80. letech začínal s účinkováním v televizních seriálech. V mýdlové opeře Neighbours se setkal i s Kylie Minogue, s níž pak v roce 1988 nahrál duet Especially for You, který se stal singlem č. 1 britské hitparády. Jeho debutového alba Ten Good Reasons z roku 1989 se v Británii prodalo na 1,5 milionu kusů. V 90. letech účinkoval v řadě muzikálů, z nichž nejzřetelnější byla titulní role v biblickém příběhu Andrewa Lloyda Webbera Josef a jeho úžasný pestrobarevný plášť.